# IV. Viktor (ellenpápa, 1159)
IV. Viktor (1095 – 1164. április 20.) néven lépett fel a katolikus egyház történelmének huszonhetedik ellenpápája. Viktor 1159-ben tűnt fel a történelem színpadán, és III. Sándor pápa uralkodásával szemben a császári hatalmat támogatta. A Gergely által indított reformok után a második komoly összetűzést jelzi Viktor uralkodása a pápák és a Német-római Birodalom uralkodói között. 

IV. Viktor nem keverendő össze IV. Viktor, ellenpápával, aki 1138-ben lépett fel.

## Élete és pályája
Hozzávetőleg 1095-ben született Tivoliban Octaviano de Montecello néven, avagy más források szerint Octaviano de Crescenzi Ottaviani de Montecello néven. Ez utóbbi változat árulkodóbb, hiszen magában foglalja az ősi Crescenti család nevét, akik valamikor Róma és a pápaság életének legbefolyásosabb famíliájaként vonultak a történelembe. A gyermek Octavianonak nem is kellett anyagi gondoktól tartania, hiszen a tusculumi hercegi család elsőrangú neveltetést biztosított számára, nem is beszélve a hercegek rokoni kapcsolatairól, amelyek elsősorban a német területekkel fonódtak össze.

Tanulmányai végeztével az egyház szolgálatába állt, és részben családi összeköttetései folytán részben kiváló képességei miatt 1138-ban a Santa Nicola-templom bíboros-diakónusa lett, majd 1151-ben a Santa Cecilia bíboros-presbiterévé szentelték fel. A Laterán klerikusai között Octavianót németpárti bíborosnak tartották, amely csak fokozódott, amikor Itáliában felerősödött a guelfek és ghibellinek ellentéte. Ebben a politikai helyzetben halt meg IV. Adorján pápa, aki pontifikátusa során ismét fegyveres konfliktusba keveredett a császárral, Barbarossa Frigyessel.

## A kettős választás és az álhivatal
Az előzményekből sejthető, hogy az új pápa megválasztásakor a bíborosok között is nagy lehetett a feszültség. A konklávé sürgősségében minden választásra jogosult egyet értett, így az Adorján pápa halála után néhány nappal le is zajlott. 
A konklávé 1159. szeptember 7-én ment végbe, azonban ezen a napon két helyen is új egyházfőt választottak. A szavazati joggal rendelkező húsz bíboros közül 14-en adták le voksukat Bandinelli kardinálisra Agni városában, így Octavianót a fennmaradó hat főpap választotta egyházfővé.
Állítólag amikor Bandinelli immár III. Sándorként éppen a bíborosok hódolatát fogadta, az ellenpárt, egyúttal a császárság jelöltje, IV. Viktor erőszakosan leszedte róla a pápai jelvényeket és a bíborpalástot, és gyorsan magára aggatta őket. A tettlegességig fajuló légkör diktálta nagy sietség miatt állítólag a palástot kifordítva öltötte magára, mire a helyiségben nagy hahotázás támadt.
Az itáliai közhangulatnak köszönhetően egyik pápa sem tudott Rómában tábort ütni, így III. Sándort – a kétségkívül törvényes pápát – és kíséretét a Frangipani család párthívei az egyházi állam déli csücskében található Nimfa kastélyába vitték. Itt került sor a pápa felszentelésére és trónra emelésére, az erre jogosult ostiai bíboros-érsek közreműködésével. Ezzel egyidejűleg történt IV. Viktor pápává „avatása” is, a farfai apátságban, mindössze egy bíboros és néhány német püspök jelenlétében. Ezzel a skizma kezdetét vette.
Röviddel beiktatása után – immár Terracinából – Sándor pápa levelet intézett az éppen Lombardia földjén hadakozó Barbarossa Frigyeshez, hogy értesítse a kialakult helyzetről. A császár úgy gondolta, hogy szakadás esetén az ő hatáskörébe tartozik az egység helyreállításának keresztülvitele, ezért 1160 februárjában zsinatot hívott össze Páviába, melyre mindkét pápát maga elé idézte, mint Bandinelli és Monticello bíborosokat. III. Sándor azonban szilárdan ellenszegült az uralkodónak, és megüzente neki, hogy világi ember nem hívhat össze zsinatot, és nem vethet legitim pápát világi ítélőszék bíráskodása alá.
A páviai zsinat a meghirdetett időpontban összeült, de Sándor pápa természetesen távol maradt. Frigyes és a befolyása alatt álló zsinati atyák – többségében német főpapok – IV. Viktort kiáltották ki legitim pápának, Sándort pedig Rolando kancellár néven kiátkozták. A kiközösítésre kiközösítés volt a válasz, ami a császárra és az ellenpápára irányult. A páviai zsinat törvényességét egyébként Európa-szerte megkérdőjelezték. 1160 őszén a többi ország képviselői Toulouse-ban tartottak zsinatot, ahol III. Sándort erősítették meg. Kialakultak tehát a frontvonalak. IV. Viktor jórészt csak a birodalomra támaszkodhatott, III. Sándor azonban magáénak vallhatta a franciák, az angolok, az írek, a norvégok, a magyarok és a spanyolok támogatását.
1161-ben Frigyes elindította itáliai hadjáratát, és Róma felé haladva igyekezett biztosítani saját igazát és hatalmát. Azonban ez Viktor elismertségén semmit sem segített. A Franciaországban tartózkodó Sándor mögé sorakozott fel Európa legnagyobb része, és már a Német-római Birodalomban sem volt egységes Viktor támogatása. Ebben Eberhardnak, Salzburg püspökének kiemelkedő szerepe volt. A makacs uralkodó azonban nem akart engedni. Így Viktor uralmának csak a halál vetett véget. 1164. április 20-án Lucca városában érte utol a halál. A skizmának azonban ezzel még nem lett vége, ugyanis a bíborosok császárpárti része újabb ellenpápát választott III. Paszkál személyében.